# مارثا ماديسون
مارثا ماديسون (بالإنجليزية: Martha Madison)‏ (و. 1977 – م) هي ممثلة، من الولايات المتحدة الأمريكية، ولدت في نيوبورت نيوز.

## التعليم
تعلمت في جامعة تكساس إيه اند إم.

## وصلات خارجية
- مارثا ماديسون على موقع IMDb (الإنجليزية)
- مارثا ماديسون على موقع قاعدة بيانات الفيلم (الإنجليزية)
- مارثا ماديسون على موقع كينوبويسك (الروسية)